# ヤマザキ (惣菜メーカー)
株式会社ヤマザキは、煮豆や惣菜などのロングライフ商品を主に製造している日本の食品メーカーである。静岡県榛原郡吉田町に拠点を置いている。
創業から約130年と長い歴史をもち、静岡では「煮豆のヤマザキ」として知られていたが、現在ではチルド包装惣菜の製造を中心に事業を展開している。

## 概要・歴史
1890年（明治23年）、造船業などを営んでいた山崎惣吉・兼吉親子が静岡県庵原郡蒲原町（現・静岡市清水区）で魚の行商を始めた。駿河湾の水産資源を活かし、サバやイカの塩漬けや干物、佃煮を販売した。その後、1954年（昭和29年）に株式会社山崎兼吉商店を設立。海産物から農産物に大きく転換し、煮豆の製造を開始する。1958年（昭和33年）には当時の代表取締役であった山崎愛太郎が、日持ちする煮豆商品を開発するため、殺菌技術の研究を開始。この研究をきっかけに、今日の当社グループの柱となるロングライフ商品へとつながる。
1961年（昭和36年）には、より家庭の味に近づけた「きんぴらごぼう」「ひじき煮」といった惣菜づくりにも事業を展開し始めた。1972年（昭和47年）には、惣菜事業に本格的に参入し、現社名に変更した。
1978年（昭和53年）から、その後の看板商品となるポテトサラダの製造を開始。初日はポテトサラダ1㎏を手作りで製造した。1993年（平成5年）頃から、市販用小袋サイズのロングライフ商品製造の挑戦が始まる。2007年（平成9年）には現在の看板商品であるパウチタイプの「ポテトサラダ」を発売した。
2012年（平成24年）には、グループ初となる静岡県外産地立地型製造拠点として、旭川工場（北海道旭川市）が稼働。ポテトサラダの主力工場として原料産地の中心に立地を得ることで、大幅な品質改善を実現した。
2017年（平成29年）に「ヤマザキグループ総合研究所」を榛原郡吉田町に開設。垂直統合的な発想により、土壌から種、農法、調理加工、物流、お客様センターの全段階の前進を図る、研究開発の一貫センターの実現を目指している。また、2018年（平成30年）には、同研究所の敷地内に当社吉田住吉工場及び原菜加工センターが稼働、併せてユニフーズ本社工場を移設した。原料の一次処理から取り組み、合理化された生産ラインや機械化により生産能力を向上させ、畑から工場、食卓までをつなぐ商品づくりの仕組みを強化している。
2019年（令和元年）には静岡市清水区にカットフルーツの専門工場として「株式会社ヤマザキフルーツ」を設立し、2020年（令和2年）から稼働。生産能力を増強し、温度管理や原料の鮮度管理の研究も進めている。

## 沿革
- 1890年（明治23年）- 山崎惣吉・兼吉親子が、静岡県庵原郡蒲原町（現・静岡市清水区）で鰹節、塩乾魚加工を主体とする事業を開始する。
- 1954年（昭和29年）- 煮豆製造を開始すると同時に、社名を株式会社山崎兼吉商店に変更。山崎愛太郎が代表取締役に就任する。
- 1972年（昭和47年）‐ 社名を株式会社ヤマザキに変更。
- 1976年（昭和51年）- 資本金を1,000万円に増資。佃煮の製造を中止し、煮豆、惣菜類の製造へと大きく方向転換を図る。
- 1988年（昭和63年）- 宮城県仙台市にて仙台営業所を開設。
- 1989年（平成元年）- CVS向けフレッシュサラダ、惣菜の製造部門として、静岡市（現・静岡市駿河区）に株式会社ユニデリを設立。
- 1991年（平成3年）- 山崎寛治が代表取締役社長に就任。庵原郡蒲原町（現・静岡市清水区）にて浅漬の専門工場、株式会社デイリー開発静岡を設立。
- 1993年（平成5年）- 業務の拡大に伴い、煮豆の製造部門として株式会社豆を食べる会を設立。
- 1994年（平成6年）- 榛原郡吉田町にて豆を食べる会吉田工場が稼動。
- 1995年（平成7年）‐ 庵原郡蒲原町にて株式会社ユニフーズを設立。
- 1996年（平成8年）- 榛原郡吉田町にてユニフーズ吉田工場が稼動。
- 2001年（平成13年）- 庵原郡蒲原町にて「イタリアンレストラン オーリオ」を開店。
- 2004年（平成16年）- 中国・安徽省合肥市にて中国安徽省合肥市合肥禾味食品有限公司を設立。
- 2005年（平成17年）- ベトナム・ハイズオン省ハイズオン市にてVINA YAMAZAKI CO.,LTDを設立。
- 2006年（平成18年）- 中国・安徽省合肥市に禾味麺館（ラーメン店）をオープン。
- 2007年（平成19年）
  - 榛原郡吉田町にてヤマザキ吉田大幡工場が稼動。
  - ユニデリが榛原郡吉田町へ工場を移設。
- 2008年（平成20年）- 豆を食べる会の工場を当社吉田大幡工場内に移設。
- 2009年（平成21年）
  - 東京都中央区にて東京営業所を開設（平成23年10月、東京支店に名称変更）。
  - 株式会社ヤマザキシステムを設立。
- 2010年（平成22年）
  - 大阪市淀川区にて大阪営業所を開設。
  - 榛原郡吉田町にてヤマザキグループ開発センターを開設。
- 2011年（平成23年）
  - 中国・江蘇省徐州市にて徐州山崎農産品技術研発有限公司を設立。
  - 静岡市清水区にて当社蒲原第二工場、榛原郡吉田町にて同川尻工場が稼働。
  - 宮崎県えびの市にて農業生産法人・株式会社ファームヤマザキを設立。
  - 北海道北見市にて農業法人・株式会社ファームオホーツクを設立。
- 2012年（平成24年）- 北海道旭川市にて当社旭川工場が稼働。
- 2014年（平成26年）‐ 榛原郡吉田町にて農業生産法人株式会社アグロ・ヤマザキを設立。
- 2015年（平成27年）
  - 山崎寛治が代表取締役会長に、山崎朝彦が代表取締役社長に就任。
  - 福岡県福岡市にて福岡営業所を開設。
- 2016年（平成28年）- 長野県伊那市にて農業生産法人株式会社アグロ・伊那を設立。
- 2017年（平成29年）
  - 鹿児島県曽於市にて農業生産法人株式会社ファーム曽於を設立。
  - 北海道松前郡福島町にて株式会社北海シーウィードを設立。
  - 榛原郡吉田町にて株式会社アグロ・テクノサービスを設立。
  - 榛原郡吉田町にヤマザキグループ総合研究所を開設。
- 2018年（平成30年）
  - ユニフーズ本社工場を、ヤマザキグループ総合研究所敷地内へ移設。同敷地内で当社吉田住吉工場、原菜加工センターが稼働。
  - 当社旭川工場・吉田大幡工場がFSSC22000を認証取得。
- 2019年（令和元年）
  - 静岡市清水区にて株式会社ヤマザキフルーツを設立。
  - 榛原郡吉田町にて当社川尻第二工場を稼働。同川尻工場を改装し、川尻第一工場として稼働。
- 2020年（令和2年）
  - 当社吉田住吉工場がFSSC22000認証を取得。
  - 静岡市清水区にてヤマザキフルーツ清水袖師工場を稼働。
- 2021年（令和3年）
  - ベトナム・イエンバイ省にてYAMAZAKI VIETNAM CO.,LTDを設立。
  - ヤマザキフルーツ清水袖師工場がFSSC22000認証を取得。
  - 当社蒲原第二工場を改装し、冷凍蒲原工場を稼働。

## 主な商品
- 惣菜
  - もう一品シリーズ
    - いろどりシリーズ
    - 粋な献立シリーズ
    - リッチシリーズ
    - ファミリーシリーズ
    - Bistro Tableシリーズ
    - 世界の食卓シリーズ

  - 撰つまみシリーズ
  - プラスもう一品シリーズ
- 煮豆
  - 豆を食べようシリーズ
  - かまど炊き風 煮豆シリーズ
- 冷凍・フローズンチルド食品

## 事務所
- ヤマザキグループ総合研究所 - 静岡県榛原郡吉田町
- ヤマザキグループ総合研究所北海道連絡事務所 - 北海道江別市
- カネ吉蒲原センター - 静岡県静岡市清水区

## 営業所
- 仙台営業所 - 宮城県仙台市
- 東京支店 - 東京都中央区
- 静岡営業所 - 静岡県榛原郡吉田町
- 大阪営業所 - 大阪府大阪市淀川区
- 福岡営業所 - 福岡県福岡市博多区

## 工場
- 旭川工場 - 北海道旭川市
- 吉田大幡工場 - 静岡県榛原郡吉田町
- 吉田住吉工場 - 静岡県榛原郡吉田町
- 川尻第一工場 - 静岡県榛原郡吉田町
- 川尻第二工場 - 静岡県榛原郡吉田町
- 冷凍蒲原工場 - 静岡県静岡市清水区

## グループ会社
- 株式会社ユニデリ - 静岡県榛原郡吉田町
- 株式会社ユニフーズ - 静岡県榛原郡吉田町
- 株式会社ヤマザキシステム - 静岡県榛原郡吉田町
- 株式会社ヤマザキフルーツ - 静岡県静岡市清水区
- 株式会社北海シーウィード - 北海道松前郡福島町
- 株式会社アグロ・テクノサービス - 静岡県榛原郡吉田町

### 農業法人
- 株式会社アグロ・ヤマザキ - 静岡県榛原郡吉田町
- 株式会社ファームヤマザキ - 宮崎県えびの市
- 株式会社ファームオホーツク - 北海道北見市
- 株式会社アグロ・伊那 - 長野県伊那市
- 株式会社ファーム曽於 - 鹿児島県曽於市

### 海外拠点
- 徐州山崎農産品技術研有限公司 - 中国 江蘇省徐州市
- YAMAZAKI VIETNAM CO.,LTD - ベトナム イエンバイ省